# Myotis oxyotus
Myotis oxyotus  (Peters, 1867) è un pipistrello della famiglia dei Vespertilionidi, diffuso nell'America centrale e meridionale.

## Descrizione

### Dimensioni
Pipistrello di piccole dimensioni, con la lunghezza della testa e del corpo tra 42 e 58 mm, la lunghezza dell'avambraccio tra 38 e 43 mm, la lunghezza della coda tra 36 e 47 mm, la lunghezza del piede tra 7 e 10 mm, la lunghezza delle orecchie tra 11 e 15 mm e un peso fino a 8 g.

### Aspetto
La pelliccia è lunga e setosa. Il colore generale del corpo è marrone, con la base dei peli nerastra e le punte giallo-brunastre. Il muso è marrone scuro. Le orecchie sono marroni scure, strette ed appuntite. Il trago è sottile ed appuntito. Le membrane alari sono nerastre e attaccate posteriormente alla base delle dita del piede. I piedi sono piccoli e ricoperti di peli.  La coda è lunga ed inclusa completamente nell'ampio uropatagio. Il calcar è più corto del piede.

## Biologia

### Comportamento
Si rifugia nelle cavità degli alberi.

### Alimentazione
Si nutre di insetti.

### Riproduzione
Femmine gravide sono state catturate da febbraio a luglio.

## Distribuzione e habitat
Questa specie è diffusa in America centrale e in America meridionale occidentale dal Venezuela fino alla Bolivia.
Vive nelle foreste montane sempreverdi e lungo i margini forestali tra 1.800 e 3.900 metri di altitudine.

## Tassonomia
Sono state riconosciute 2 sottospecie:
- M.o.oxyotus: Venezuela e regioni andine di Colombia, Ecuador, Perù e Bolivia;
- M.o.gardneri (LaVal, 1973): Panama e Costa Rica.

## Conservazione
La IUCN Red List, considerato il vasto areale e la tolleranza alla conversione del proprio habitat da parte dell'uomo, classifica M.oxyotus come specie a rischio minimo (Least Concern)).